# Maria Niubó i Prats
Maria Niubó i Prats (Badalona, 14 de novembre de 1931 - Badalona, 23 de gener de 2017) fou una pintora catalana.

## Biografia
Llicenciada en Belles Arts i professora de català, va exercir de professora a diverses escoles de Badalona, i va dirigir l'Escola Municipals d'Arts i Oficis d'Arenys de Mar. El 1958 va fundar el grup REM d'intel·lectuals i artistes badalonins juntament amb Joan Argenté, Esther Estruch, Julià García, Joaquim Sarriera i Josep Villaubí.
Entre el 1957 i el 1960 va fer les pintures al fresc de l'altar major de l'Església dels Pares Carmelites Descalços de Badalona.
L'any 1968 va fundar L'Obrador, un taller d'activitats manuals on els infants podien expressar lliurement les seves habilitats artístiques, on també va exercir tasques de pedagoga. El 1986 va publicar en el Butlletí de la Societat Catalana de Pedagogia. El 1975 va col·laborar en el I Congrés Internacional sobre Didàctica de les Arts Plàstiques i va ser secretària d'organització d'INSEA (International Society Education Through Art).
El 2000 va publicar Art: educació : iniciació a la pedagogia de l'art, amb l'objectiu d'oferir pautes al professorat de plàstica de les escoles, assignatura que la Maria considerava especialment important.
El 2010 va publicar Les pintures murals de l'església del Carme, on detalla la confecció i elaboració dels murals pintats al fresc a l'Església dels Pares Carmelites de Badalona.
Va morir el 23 de gener de 2017 a Badalona.

## Obra
La seva obra principal és el fresc de l'altar major de l'Església dels Pares Carmelites de Badalona (1957-59).
El febrer de 2012 va cedir la seva obra a la Biblioteca de Catalunya. El 2014 va donar una pintura a l'acrílic al Museu de Badalona i el 2016 va donar el quadre Parantos a la biblioteca municipal Canyadó i Casagemes-Joan Argenté.